# Clarence Munyai
Clarence Munyai (Johannesburg, 20 februari 1998) is een Zuid-Afrikaans atleet, die gespecialiseerd is in de sprint. Hij vertegenwoordigde zijn vaderland tweemaal op de Olympische Spelen.

## Biografie
Na een vierde plaats op de 200 m op de wereldkampioenschappen U20 in 2016 nam Munyai een maand later deel aan de Olympische Spelen in Rio de Janeiro. In de reeksen van de 200 m werd Munyai echter al vrij snel uitgeschakeld. In 2018 liep Munyai in 19,69 s naar een Zuid-Afrikaans record op de 200 m.
In 2021 was Munyai, samen met Thando Dlodlo, Tlotliso Leotlela en Akani Simbine, de snelste in de 4 × 100 m estafette op de World Athletics Relays. Ook in 2021 nam Munyai deel aan de Olympische Spelen. In een tijd van 20,49 s kon hij zich plaatsen voor de halve finale van de 200 m. Hierin eindigde Munyai op de zesde plaats, waarmee hij zich net niet wist te plaatsen voor de finale. Samen met Shaun Maswanganyi, Chederick van Wyk en Akani Simbine sneuvelde Munyai in de reeksen van de 4 × 100 m.

## Titels
- Afrikaans kampioen 4 × 100 m - 2016
- Zuid-Afrikaans kampioen 200 m - 2016
- Zuid-Afrikaans kampioen 4 × 100 m - 2016
- Afrikaans kampioen U20 200 m - 2017

## Persoonlijke records
Outdoor
| Onderdeel | Prestatie    | Datum         | Plaats   |
| --------- | ------------ | ------------- | -------- |
| 100 m     | 10,04 s      | 12 maart 2022 | Pretoria |
| 200 m     | 19,69 s (NR) | 16 maart 2018 | Pretoria |
| 300 m     | 31,61 s      | 28 juni 2017  | Ostrava  |

Indoor
| Onderdeel | Prestatie | Datum            | Plaats   |
| --------- | --------- | ---------------- | -------- |
| 60 m      | 6,67 s    | 18 februari 2023 | Pretoria |

## Titels
- Zuid-Afrikaans kampioen 200 m - 2016
- Zuid-Afrikaans kampioen 4x100 m - 2016

## Palmares

### 200 m
- 2016:  Zuid-Afrikaanse kamp. - 20,73 s
- 2016: DNS fin. Afrikaanse kamp.
- 2016: 4e WK U20 in Bydgoszcz - 20,77 s
- 2016: 3e in de series OS - 20,66 s
- 2017:  Afrikaanse kamp. U20 - 20,22 s
- 2017: DSQ in de series WK
- 2018: 4e Gemenebestspelen - 20,58 s
- 2019: 6e in ½ fin. WK - 20,55 s
- 2021: 6e in ½ fin. OS - 20,49 s
- 2022:  Afrikaanse kamp. - 20,69 s

Diamond League-podiumplaatsen
- 2019:  Diamond League Shanghai - 20,37 s

### 4 × 100 m
- 2016:  Zuid-Afrikaanse kamp. - 40,02 s
- 2016:  Afrikaanse kamp.[1]
- 2019: 5e WK - 37,73 s
- 2021: DNF in de series OS
- 2021:  World Athletics Relays - 38,71 s
- 2022: 6e WK - 38,10 s